# Se la luna mi porta fortuna
Se la luna mi porta fortuna è un romanzo umoristico del 1928 di Achille Campanile.

## Genesi
Il secondo romanzo di Campanile, scritto tra 1927 e 1928, nasce in un momento felice della sua carriera (subito dopo il grande successo sia critico che commerciale di Ma che cosa è quest'amore?) e difficile della sua vita, in quanto il fratello Isidoro morì quell'anno, 1927, in un incidente domestico e pochi mesi dopo, per il dolore, morirà anche la madre. A loro è in effetti dedicato Se la luna mi porta fortuna.
Campanile non sapeva che titolo dare a questo nuovo romanzo, ma una sera, come lui stesso ricorderà, «in corso Italia vedendo il primo quarto di luna mi venne il titolo».
Inizia con questo libro il sodalizio dello scrittore con la casa editrice Treves (a quel tempo una delle più prestigiose in Italia, annoverando autori come De Amicis, D'Annunzio, Pirandello e Verga), che durerà fino al 1933.

## Trama
Il giovane Battista, anche detto "Raggio di Sole", è innamorato di una bella ragazza che ha visto passare a cavallo in un giardino pubblico e che lo ha criticato per il suo orribile cappello. In cerca di lavoro, viene assunto come segretario tuttofare da un vicino di casa, Filippo, che temendosi tradito dalla moglie Susanna medita di suicidarsi.
I due coniugi e Battista partono per la montagna e nel viaggio in treno conoscono un giovane prodigo di racconti ferroviari, Guerrando, che porta con sé, nella borsa da viaggio, il futuro suocero don Tancredi, un impenitente rubacuori che a forza di duelli e altre avventure di carattere amoroso ha perso gambe, braccia, naso ed è ridotto adesso alle dimensioni e alla forma di una lenticchia.
Don Tancredi, che stava recandosi dalla moglie Bianca Maria abbandonata una decina d'anni prima, viene dimenticato nella borsa da Guerrando e sono i suoi compagni di viaggio a prendersi cura di lui, dal momento che è troppo piccolo per farcela da solo. 
Si ritrovano tutti nella località montana di San Gregorio, alla Locanda dell'Orso Bigio, dove si scopre che don Tancredi è fuggito con Susanna. Filippo, Battista e Guerrando inseguono gli amanti in fuga con l'aiuto, più dannoso che utile, del poliziotto Pik e nonostante la presenza in zona di un temibile bandito, Geppi il Massacratore anche detto "il ladro delle cinture di salvataggio". Intanto Bianca Maria, gravemente malata di cuore, aspetta invano nella sua villa di montagna il marito tascabile in compagnia della loro figlia, Edelweiss, che altri non è che l'amazzone dei giardini pubblici di cui è innamorato Battista.
Dopo varie peripezie, don Tancredi viene ritrovato e portato finalmente nella villa della moglie, ma questa è appena morta, anche perché l'unico dottore che si è trovato è un dottore in lettere, lo strampalato dottor Falcuccio.
Passa un anno, si avvicina il giorno delle nozze fra Edelweiss e Guerrando. Don Tancredi, ancora affranto per la morte della moglie, si rivolge all'Agenzia Preoccupazioni e Affini, i cui impiegati si prendono – a pagamento – le preoccupazioni dei clienti, e scopre che uno di loro è Battista, a sua volta affranto per l'imminente matrimonio di Edelweiss.
Il giorno delle nozze, a Napoli, si scopre però – grazie a una testimonianza del bandito redento Geppi il Massacratore – che Guerrando è diventato l'amante di Susanna, oltre che il migliore amico di suo marito Filippo.
I due uomini continueranno a vedersi di nascosto, ma a sposare Edelweiss non sarà più l'infedele Guerrando, bensì l'innamorato Battista. Intanto in Paradiso si festeggia, a un anno dalla sua morte, la promozione di Bianca Maria dal grado di "cara estinta" a quello di "defunta" (a breve passerà a quello di "trapassata", ossia nessuno si ricorderà più di lei). In terra si celebrano finalmente le nozze di Edelweiss e Battista, ma cala un'ombra di tristezza perché è l'ora del tramonto e il giorno sta morendo. «Non era nulla di speciale, non era un giorno straordinario [...]. Ma non lo rivedremo mai più. Qualcuno ha acceso le lampade elettriche».

## Carattere dell'opera
Più della trama, che in fondo è la parodia delle trame dei romanzi d'appendice, contano in Se la luna mi porta fortuna – come noterà Umberto Eco nel saggio introduttivo alla riedizione del 1975 – le situazioni, le trovate, i personaggi: l'uomo che mangia di professione, per far pubblicità a una trattoria, ma ha uno stipendio da fame; l'intervista al globe-trotter che sta facendo il giro del mondo a piedi (ma lo ha iniziato appena da mezz'ora); la canzone per non dimenticare niente quando si fanno le valigie; i bambini da viaggio (che si noleggiano alle stazioni per evitare che in treno si sieda gente nel proprio scompartimento); l'eremita che sta sempre, approfittando della propria solitudine, con le dita nel naso; l'uomo che si mestiere fa l'eco per una pittoresca località di montagna; i terribili medici che seminano il panico tra i malati e anche tra i sani; il lustrascarpe che non riesce a diventare presidente degli Stati Uniti; l'Agenzia delle Preoccupazioni; e via dicendo.
Non mancano in questo romanzo umoristico, diversamente che nel precedente Ma che cosa è quest'amore? e nel successivo Agosto, moglie mia non ti conosco, pagine serie (come quella sullo spettacolo della levata del sole, a cui nessuno assiste perché avviene troppo presto, o quelle profondamente malinconiche sulla luna e sulla morte, dovute forse al fatto che Campanile scrisse il romanzo nell'anno della morte del fratello e della madre). Non sono forse, secondo Umberto Eco, le pagine più originali del libro; tuttavia, anche in una pagina seria come il finale in cui si descrive, prendendola alle lettera, la morte del giorno, «Campanile ci fa sentire come sia triste questo infimo evento che si ripete da millenni ma ha pur sempre una sua grandezza cosmica».
Ancora Eco, nell'introduzione all'edizione del 1975, definisce Campanile «grande scrittore» e lo imparenta con la letteratura d'avanguardia e i maestri del romanzo sperimentale («Che poi non sempre i maestri del romanzo sperimentale contemporaneo siano piacevoli, e Campanile invece lo sia senza riserve, questo mi pare un bel punto a suo vantaggio»).

## Curiosità
Com'era sua consuetudine, Campanile utilizza in questo romanzo anche frammenti di proprie opere teatrali, ad esempio due Tragedie in due battute (le brevi scene teatrali che lo resero famoso): Colazione all'aperto e Il bacio.
A un certo punto i personaggi di Se la luna mi porta fortuna citano esplicitamente il romanzo precedente di Campanile, Ma che cosa è quest'amore? (che in effetti era stato un grande successo editoriale): scoprono non solo di averlo letto tutti, ma di averne varie copie dappertutto, sui tavolini, sui comodini, e addirittura in tasca («Non posso fare a meno, ogni tanto, di rileggerne qualche brano»). Un'autocitazione, ma così insistita da diventare autoironica.